# 599 هـ
599 هـ هي سنة في التقويم الهجري إمتدت مقابلةً في التقويم الميلادي بين سنتي 1202 و1203.

## أحداث
- [5] وفي تلك السنة حل الوباء بالطائف حتى ما بقي فيها ساكن حل بهم من أول رجب إلى أول رمضان سنة تسعة وتسعين وخمسمائة عن تحقيق وكان الطاعون الذي نزل بهم إذا كانت علامته في أبدانهم ما يتجاوزون خمسة أيام حتى يهلك فمن جاز خمسة أيام لم يهلك وامتلأت مكة بأهل الكائف وبقيت ديارهم مفتحة أبوابها وأقمشتهم ودوابهم في مراعيها فكان الغريب في تلك المدة إذا مر بأرضهم فتناول شيأ من طعامهم أو قماشهم أو دوابهم إذ لم يكن هناك حافظ يحفظه أصابه الطاعون من ساعته وإذا مر ولم يتناول شيأ سلم فحمى الله أموالهم في تلك المدة لمن بقي منهم ولمن ورثهم وتابوا وورثوا البنات في تلك السنة وسكنت الفتن التي كانت بينهم

## مواليد
- مجد الدين ابن بلدجي - محدث وفقيه عراقي.
- أبو الحسن بن أبي الربيع
- ابن مودود الموصلي

## وفيات
- ابن عميرة الضبي
- أبو الحسن العبدي البصري.
- أبو الفضل الحارثي